# Linda Brown
Linda Carol Brown (Topeka, Kansas, 20 de febrer de 1943 - 26 de març de 2018) va ser una afroamericana coneguda pel cas Brown contra el Consell d'Educació del Tribunal Suprem dels Estats Units, que el 1954 va acabar amb la doctrina de Separate but equal (segregats però iguals), que regia a l'educació pública des de 1896, en considerar-la inconstitucional perquè no oferia als infants negres una protecció igualitària sota la llei.

## Biografia
Brown va explicar en una entrevista de 1985 que el barri en el qual es crià era multicultural, i que "jugava amb nens hispans, blancs, indis i negres”. Als nou anys, per arribar a l'escola de la seva ciutat natal de Topeka, Kansas, havia de realitzar un llarg trajecte de tres quilòmetres des de la seva casa, creuant primer una via de tren i després prenent un autobús. Per això, el seu pare, Oliver Brown, va decidir inscriure-la el setembre de 1950 en un col·legi més proper a casa seva. Linda cursava el tercer any de primària quan el seu pare va matricular-la al Sumner Elementary School però, com la família s'esperava, l'escola li va denegar la inscripció perquè allí només hi estudiaven nens blancs a causa de la segregació racial existent. Aquell curs l'Associació Nacional per a l'Avenç de Persones de Color (NAACP, per les seves sigles en anglès) va encoratjar les famílies afroamericanes a tractar d'inscriure els seus fills en escoles només per a blancs. Els nens de 13 famílies van ser rebutjats, la qual cosa va servir a la NAACP per a presentar una demanda conjunta. Els cognoms dels demandants es van ordenar alfabèticament i Brown va ser el primer d'ells, la qual cosa va donar nom al cas. L'advocat que va representar les famílies va ser Thurgood Marshall, qui més endavant es va convertir en el primer magistrat negre del Tribunal Suprem. Quatre anys després en la sentència del Cas Brown contra el Consell d'Eduació, el 1954, la Cort Suprema dels Estats Units va suprimir per unanimitat la doctrina de «segregats però iguals» que regia l'educació pública des de 1896 en considerar-la inconstitucional perquè no oferia als infants negres una protecció igualitària sota la llei.